# 게그 알바니아어

알바니아어 방언지도

게그 방언(알바니아어: gegërisht), 게그 방언: gegnisht)은 알바니아어의 양대 방언 중 하나로, 다른 하나는 토스크 방언이다. 두 방언군은 알바니아 영토 중앙을 가로지르는 슈쿰빈강에 의해 구분된다. 방언의 사용 지역은 알바니아 북부와 중부, 코소보, 북마케도니아 북서부, 몬테네그로 남동부, 세르비아 남부에 걸쳐 분포한다. 이 사용자들을 게그인이라고 구분하기도 한다. 표준 알바니아어는 토스크 방언에 기반하고 있으며, 게그 방언은 어느 지역에서도 공식적 지위를 가지고 있지 않아 문어로 쓰이는 경우가 드물다.

## 같이 보기
- 토스크 알바니아어